# Максимилиан Байстер
Максимилиан Байстер (на немски: Maximilian Beister) е германски футболист, роден на 6 септември 1990 г. в Гьотинген. Играе на поста полузащитник в Хамбургер ШФ.

## Клубна кариера
Байстер започва да тренира футбол в отбора на Люнебург. През 2004 г. бива привлечен в школата на Хамбургер, чиито фен е от дете. През сезон 2008/2009 изиграва първите си мачове за втория отбор на Хамбургер, а следващия сезон се превръща в един от основните му играчи, продължавайки да трупа опит в Северната регионална лига, въпреки че вече има професионален договор и принадлежи и към разширения състав на първия отбор. Дебют в Първа Бундеслига прави на 22 ноември 2009 г., когато влиза като резерва в последната минута на мача срещу Бохум. През лятото на 2010 г. отива под наем за две години в отбора от Втора Бундеслига Фортуна Дюселдорф. През пролетния дял на сезон 2011/2012 Байстер отбелязва 8 гола и подава за още 11, като по този начин става лидер в класацията гол+асистенция, а Фортуна е на първо място в класирането. В края на сезона отборът завършва на трето място и след бараж срещу Херта печели промоция за Първа Бундеслига (2:1 и 2:2), а Байстер отбелязва първия гол в реванша още в 25-ата секунда. След като се завръща в Хамбургер той първоначално не успява да се наложи. Това се случва през сезон 2013/2014 под ръководството на Берт ван Марвайк и до зимната пауза Байстер има седем гола във всички турнири. По време на зимната подготовка той скъсва кръстни връзки на лявото коляно и пропуска остатъка от сезона. Няколко седмици преди да поднови тренировки с отбора, Байстер получава нова контузия в лявото коляно този път на менискуса и следва нова операция с дълъг възстановителен период.

## Национален отбор
Байстер има 29 мача и 11 гола за различни юноиески и младежки формации на националния отбор.

## Успехи
- Промоция за Първа Бундеслига (1):
  - 2012 (Фортуна Дюселдорф)